# Тласкала (штат)
Тласка́ла (исп. Tlaxcala; испанское произношение: [tlaksˈkala]), полное официальное название: Свободный и Суверенный Штат Тласкала (исп. Estado Libre y Soberano de Tlaxcala) — штат в Мексике. Расположен на востоке центральной части Мексики в 100 километрах от Мехико. Граничит на юге, востоке и северо-востоке со штатом Пуэбла, на севере — со штатом Идальго, на западе — с Мехико. Площадь 3 991 км². Население 1 169 936 чел. (2010). Административный центр — город Тласкала-де-Хикотенкатль.

## Этимология
Происходит из языка науатль и означает «место, где делают тортильи».

## Символика
Герб региона основывается на гербе, данном городу в 1535 году. Элементы герба имеют следующие значения: красный фон означает смелость, замок символизирует силу обороны, орёл означает бдительность, пальмы — символ победы, а короны — символ королевской власти. Буква «I» означает Иоанну Кастильскую, «K» — Карла V, «F» — Филиппа II (короля Испании). Черепа и перекрещенные кости символизируют тех, кто погиб во время завоевания этих земель.

## География
Площадь региона составляет 3 914 км² (всего около 0,2 % от площади Мексики). В административном отношении делится на 60 муниципалитетов. Штат расположен в зоне Транс-мексиканского вулканического пояса и не имеет выхода к океану. Средняя высота на уровнем моря составляет 2230 м. Западная часть штата расположена на Центральном Мексиканском плато, восточная часть — в регионе Сьерра-Мадре Восточная. На территории штата нет крупных рек и озёр.

## Население
Население региона составляет 1 169 936 человек (по данным переписи 2010 года). Это один из наиболее густонаселённых районов Мексики, средняя плотность населения составляет 298,91 чел./км².

## Административное деление

Административная карта Мексики.

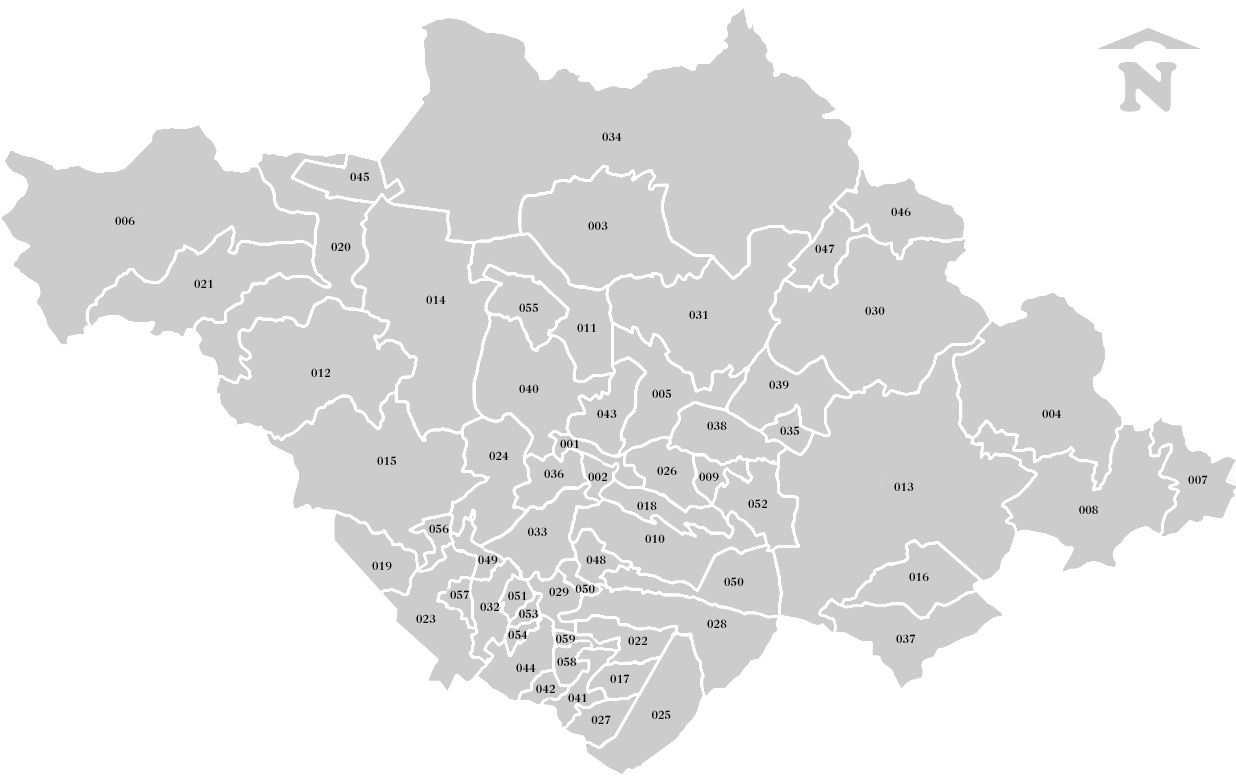
Административная карта штата Тласкала.

В административном отношении делится на 60 муниципалитетов:

## Экономика
Сельское хозяйство играет важную роль в экономике штата. Основные культуры включают кукурузу и ячмень, а также бобовые, пшеницу, картофель и др. 88 % сельскохозяйственных угодий штата не имеют ирригационных систем и зависят от сезона дождей. Животноводство основано на выращивании крупного рогатого скота (как мясного так и молочного направления). 35 842 га (6,7 % территории штата) занято под пастбищами. Из-за отсутствия выхода к морю и крупных рек рыболовство не имеет промышленного значения.
Имеется производство автомобилей, одежды и текстиля, пластмассовых изделий, бумаги и др. Туристические достопримечательности представлены многочисленными археологическими объектами доиспанских времён и некоторыми сооружениями колониального периода.
Основные археологические объекты региона — города Шочитекатль и Какаштла. Шочитекатль был построен в 300—400 гг. н. э. и достиг пика в 600—800 гг. Какаштла была построена значительно позже, между 600 и 900 гг.